# Baroetin
Baroetin (Bulgaars: Барутин) is een dorp in de Bulgaarse  oblast Smoljan. Op 31 december 2019 telde het dorp 1.450 inwoners.

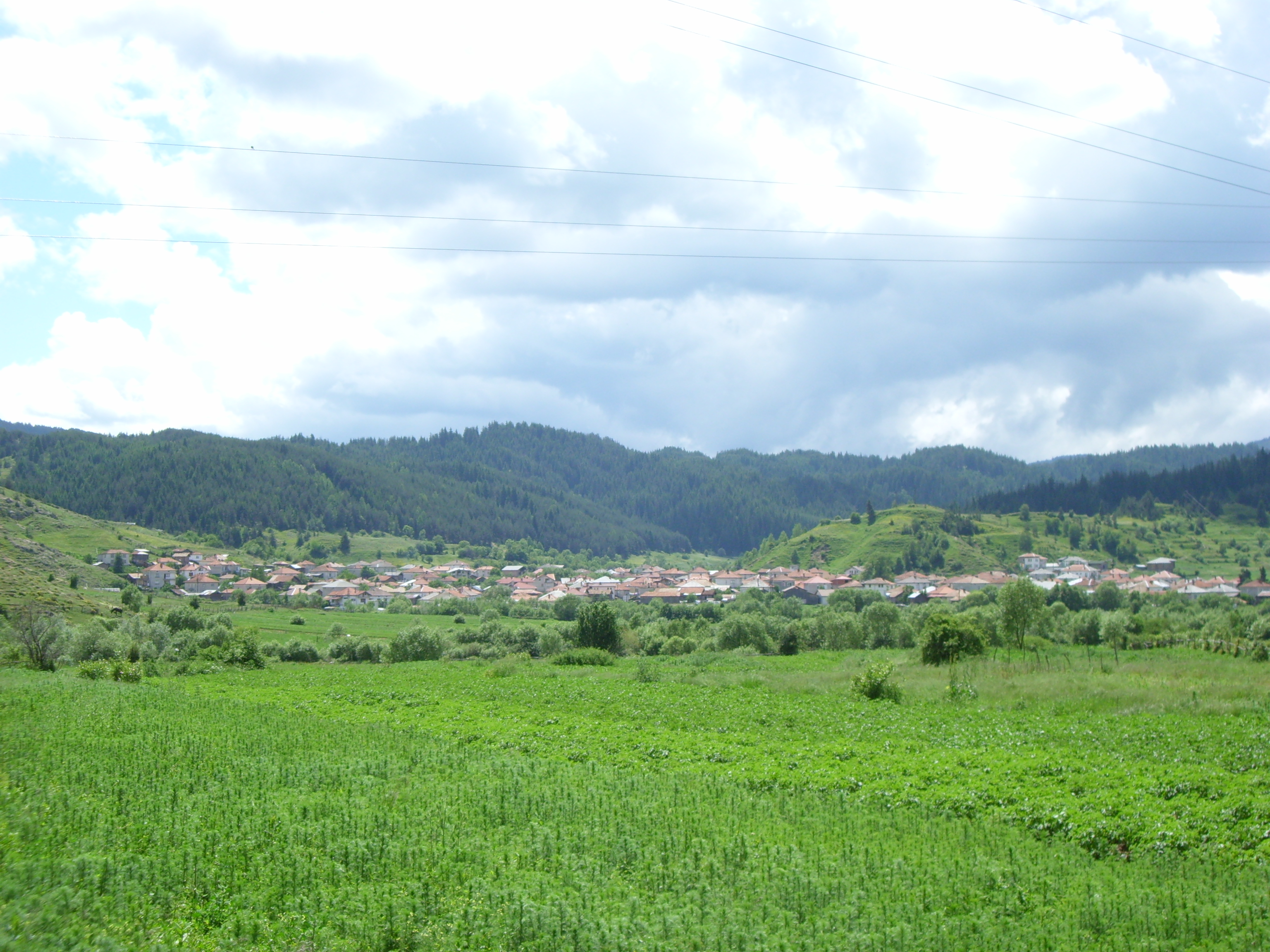
Uitzicht op het dorp Baroetin

## Bevolking
Tussen 1934 en 1965 groeide de bevolking van het dorp razendsnel (zie: onderstaand tabel). Tussen 1965 en 2001 bleef de bevolking stabiel en schommelde rond de 1.850 à 2.000 inwoners. Vanaf 2001 begon echter een intensieve emigratie naar steden en het buitenland. Op 31 december 2019 telde het dorp 1.450 inwoners. De bevolking bestaat vooral uit etnische Bulgaren (89%) met een islamitische geloofsovertuiging, ook wel Pomaken genoemd, gevolgd door kleinere groepen Bulgaarse Turken (3%) en Roma (1%).